# St. Salvator (Bogenberg)

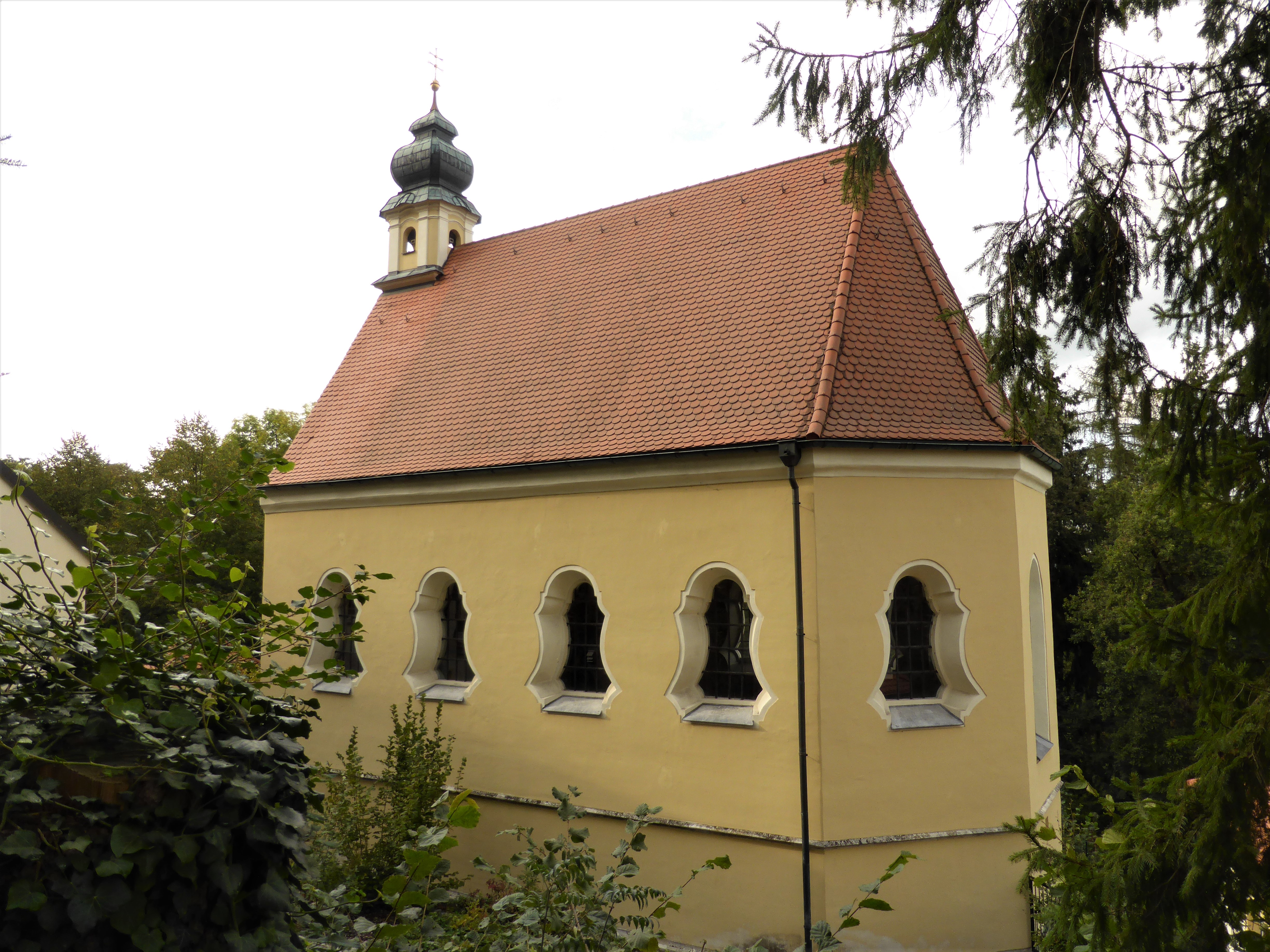
St. Salvator auf dem Bogenberg

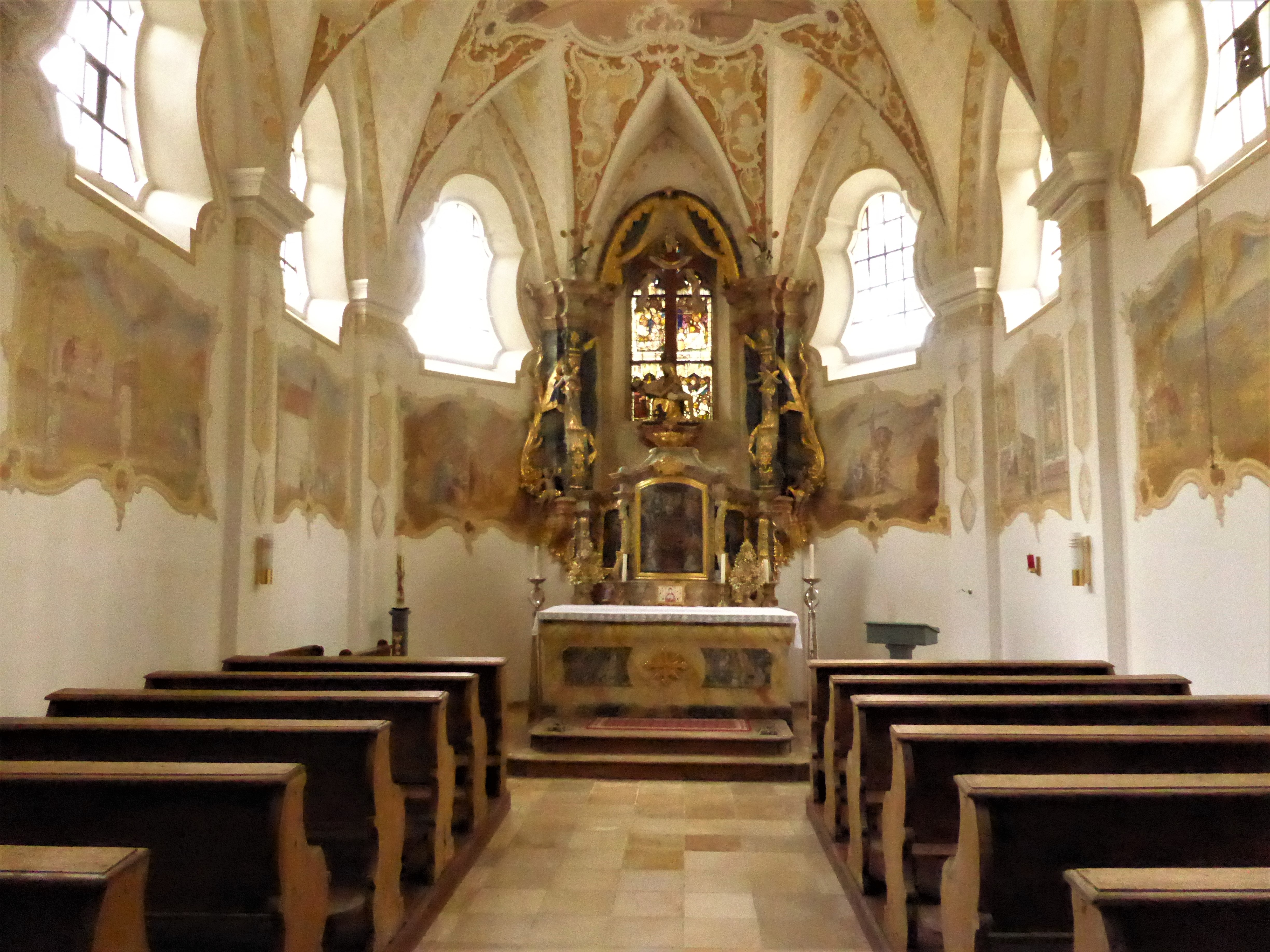
Innenansicht

Die römisch-katholische Kapelle St. Salvator steht neben der ehemaligen Einsiedelei auf dem Bogenberg in Bogenberg, einem Gemeindeteil der Stadt Bogen im niederbayerischen Landkreis Straubing-Bogen. Sie ist in der Liste der Baudenkmäler in Bogen (Stadt) als Baudenkmal unter der Nr. D-2-78-118-34 eingetragen. Die Kirche gehört zum Dekanat Straubing-Bogen im Bistum Regensburg.

## Beschreibung
Die gotische Kapelle wurde 1463 als einschiffiger Saalbau anstelle eines hölzernen Vorgängerbauwerks errichtet. Sie besteht aus dem Langhaus und dem dreiseitig geschlossenen Chor im Osten. In der Fassade im Westen befindet sich das Portal. Über dem Giebel erhebt sich ein quadratischer Dachreiter mit einer zweifach eingeschnürten Zwiebelhaube. In dem Dachreiter hängt eine Glocke. Im Zuge der Renovierung von 1777 wurden die Wandvorlagen im Innenraum zu Pilastern umgestaltet und die Fenster in Form von Kontrabässen erneuert. Die einheitliche Ausmalung des späten Rokoko wird Franz Xaver Merz zugeschrieben.

## Orgel
Eppo Rynco Ottes baute 1965 ein Positiv für die Kapelle des Pflegeheims Bertilla in Drachten. 2014 wurde die Orgel zum Verkauf angeboten, da in dem geplanten Neubau des Hauses keine Orgel mehr gebraucht werden würde. Das Instrument wurde an Maarten Oranje verkauft, der sie in die Torenkerk in Winsum bei Groningen transferierte, wo sie für kurze Zeit genutzt wurde. Danach wurde es von Maarten Oranje verkauft, in St. Salvator aufgestellt und 2016 eingeweiht. Das rein mechanische Schleifladen-Werk verfügt über vier Register, unterteilt in Bass und Diskant. Die Disposition lautet:
| I Manual  |       |
| Holpijp   | 8′    |
| Roerfluit | 4′    |
| Octaaf    | 2′    |
| Quint     | 1 ⁄3′ |